# Капитолий (Тулуза)

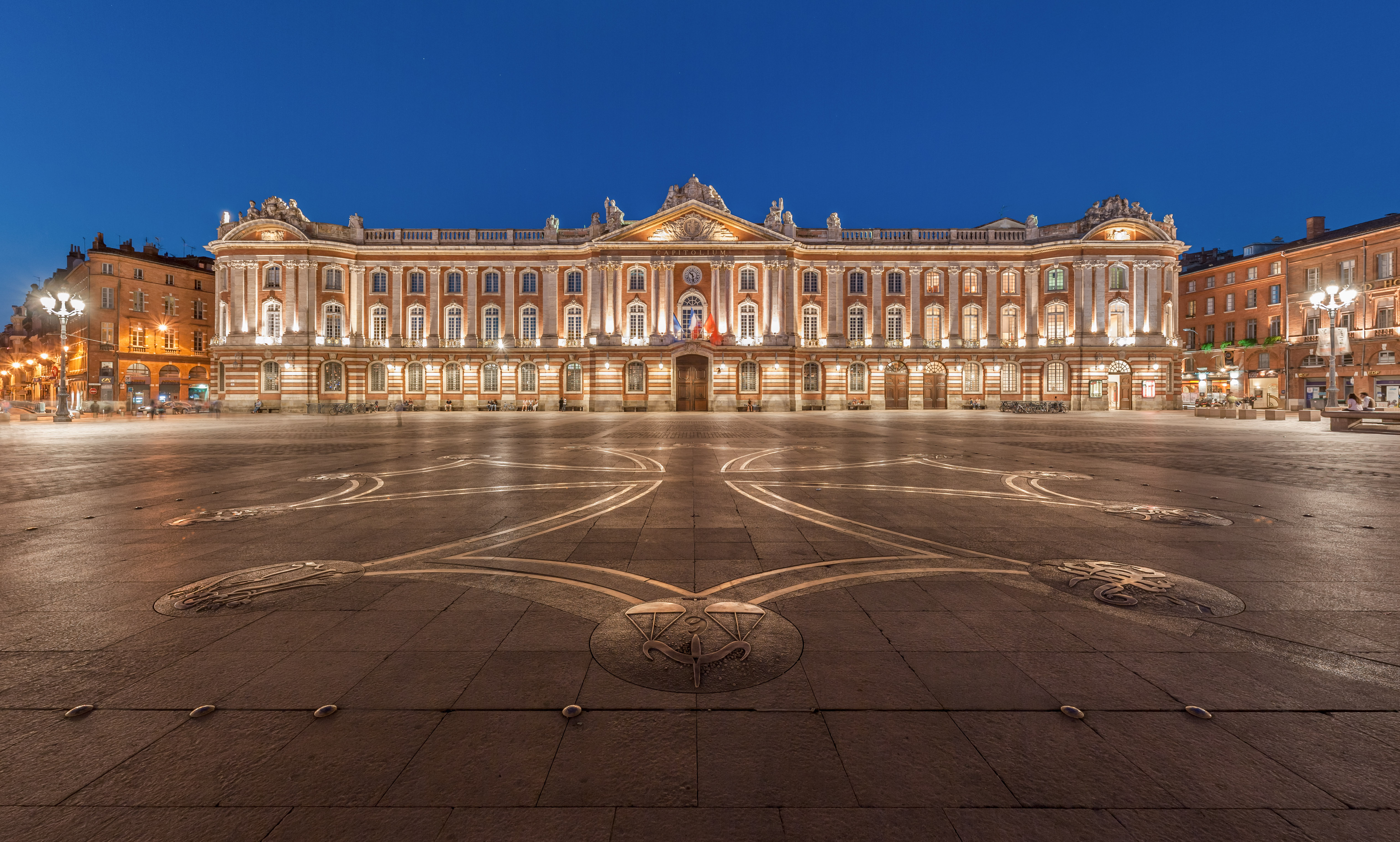
Ночная подсветка площади Капитолия с выложенным на мостовой окситанским крестом

Капитолий (фр. Capitole de Toulouse) — здание муниципалитета (городской администрации) во французском городе Тулуза, на занимающей два гектара площади Капитолия. На территории ансамбля также находятся оперный театр «Капитолий» и концертно-симфонический зал, где базируется Национальный оркестр Капитолия Тулузы.
Находится на месте построенного в 1190 году сооружения, в котором заседали капитулы, управлявшие средневековой Тулузой. Слово capitole указывает не столько на связь с римским Капитолием, сколько происходит от наименования членов магистрата (капитулы). В 1632 г. во дворе Тулузской ратуши был казнён последний герцог Монморанси.
Розовый фасад существующего административного здания длиной в 135 метров создан в стиле, переходном от барокко к классицизму, в 1750 году под руководством французского художника и архитектора Гильома Каммаса. Восемь колонн в фасадной части символизируют восемь капитулов средневековья.
Колокольня и архивная башня («донжон») пристроены в XIX столетии по проекту архитектора Виолле-ле-Дюка. Внутренние помещения Капитоля, декорированные в XIX веке в духе эклектики, также представляют культурную и художественную ценность (напр., Salle de Illustres и др.). Для их украшения использованы бюсты великих тулузцев работы Марка Арси, аллегорические полотна Поля Жерве, работы постимпрессиониста Анри Мартена и др.